# Arquebusier à cheval
 (mai 2018).
Si vous disposez d'ouvrages ou d'articles de référence ou si vous connaissez des sites web de qualité traitant du thème abordé ici, merci de compléter l'article en donnant les références utiles à sa vérifiabilité et en les liant à la section « Notes et références ».
L'arquebusier à cheval est une unité militaire montée et équipée, comme son nom l'indique, d'arquebuses.
Les premières unités de ce type furent créées par Vitellozo Vitteli, un condottiere italien, vers la fin du XVe siècle, durant des guerres italiennes entre Florence et Pise ou lorsqu'il était au service du roi de France Charles VIII. 

## Utilisations au combat et équipements
À partir des années 1540, deux catégories d'arquebusier monté se distinguent. 
En France et aux Pays-Bas l’arquebusier monté est utilisé comme un cavalier léger. La rapidité et l'agilité étaient donc préférées à la protection qui se réduisait à une cuirasse légère et à un casque. 
En Allemagne, l'arquebusier monté devient l'unité principale de la  cavalerie allemande. Il est utilisé comme une cavalerie de bataille légère et est donc équipé d'une armure de plates. Il remplaça le lancier lourd car il était moins cher à équiper et était plus efficace. En plus de son arquebuse, l'arquebusier monté était équipé d'un sabre, en tant que cavalier, et dans certains cas de pistolet(s). 
Cependant, il semble que les premiers arquebusiers montés se battaient majoritairement à pied du fait de la difficulté à manier les premières armes à feu, lourdes, peu maniables et extrêmement difficiles à recharger. Dans un premier temps les chevaux ne servaient donc que de moyens de locomotion jusqu'au champ de bataille. 
Avec le temps, les armes à feu devinrent plus facilement maniables et il exista même des cuirasses équipés d'un « repos », c'est-à-dire que le cavalier pouvait poser la crosse de son arme contre sa cuirasse. 
Lors des batailles, les arquebusiers montés tiraient une salve, ou plusieurs, avant de charger à cheval, sabre à la main.